# Arianta xatartii
Arianta xatartii és una espècie de mol·lusc gastròpode terrestre família Helicidae endèmica del Pirineu oriental.

## Morfologia

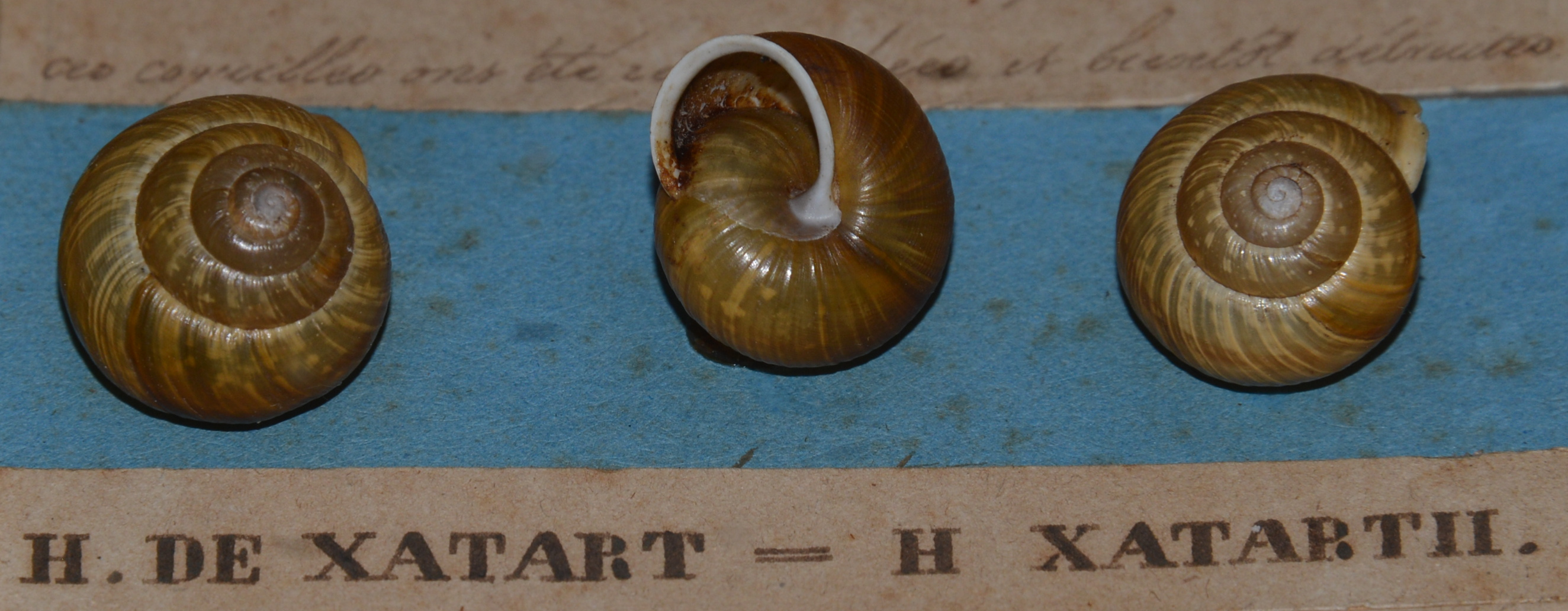
Exemplars dArianta xatartii al museu d'història natural de Perpinyà

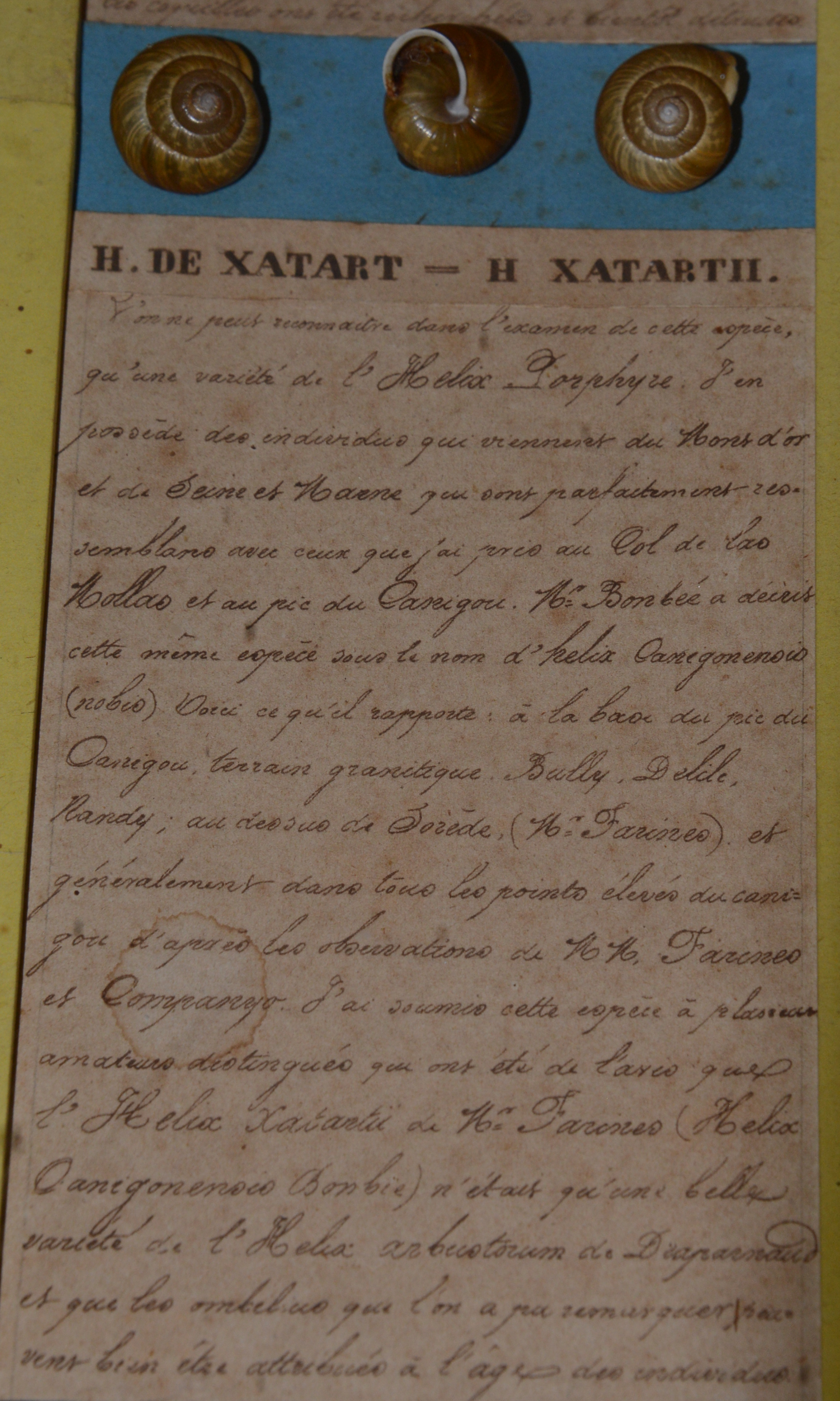
Descripció dArianta xatartii al museu d'història natural de Perpinyà

El 1834 Joseph Farines esmenta individus amb una closca d'una alçada de 11 mm i d'un diàmetre de 18 mm. En dona la descripció següent a l'edat adulta:
| « | Test solide d'une couleur jaunâtre, tirant sur le vert, brunâtre et comme rôtie, surtout sur le tour inférieur de la spire, qui est marqué d'une bande brune, clairsemé de taches jaunes, vers la partie postérieure de la coquille, ouverture semi-ovale, péristome blanc peu réfléchi, trou ombilical, moyen et un peu masqué par la columelle ; cette coquille est très striée et comme cotelée par des replis très saillants qui sont probablement des restes d'anciens péristomes ; ces stries beaucoup plus apparentes en dessous qu'en dessus de la coquille constituent un caractère distinctif entre cette HELIX et l'H. arbustorum. La spire quoiqu'un peu convexe est beaucoup plus aplatie et sa grosseur beaucoup moins variable que dans les différentes variétés de l'H. arbustorum | » |

També dona una descripció dels individus joves:
| « | Dans le jeune âge, cette coquille est transparente, fragile, d'une couleur jaune verdâtre, unie, sans bande brune, ni taches jaunes, profondément striée ; son ombilic est en grande partie recouvert par la columelle ; au fur et à mesure qu'elle avance en âge, elle acquiert de la solidité, se fonce en couleur, l'ombilic se développe et se découvre. | » |

## Taxonomia
L'espècie va ser descrita el 1834 per Joseph Farines (1792-1864), naturalista originari del departament dels Pirineus Orientals (o sigui Catalunya del Nord), sota el nom d'Helix xatartii. La dedica a un altre naturalista de la mateixa regió, Bartomeu Xatart i Boix (1774-1846), que vivia a Prats de Molló al Vallespir, d'on provenen els primers exemplars recol·lectats d'aquest cargol gràcies a les seves indicacions, tal com ho assenyala Farines a la seva publicació:
| « | Dédiée à mon ami M. Xatart, pharmacien à Prats-de-Molló, botaniste distingué, qui l'a trouvé le premier, et de la bonté duquel je tiens une partie des renseignemens que je viens de donner sur son habitation. | » |

El seu nom en francès és Hélice de Gérona, que ve del nom en castellà de la ciutat de Girona, ubicada una mica més al sud al Principat de Catalunya, però fora de la seva àrea de distribució.Primer inclosa el 1834 per Joseph Farines al gènere Helix, l'espècie és desplaçada cap al gènere Arianta. El 2001, el malacòleg neerlandès Edmund Gittenberger considera que Arianta xatartii és una espècia vàlida, abans de fer-ne una subespècie de Arianta arbustorum el 2004, per tornar a validar-la com una espècie després d'haver fet el 2007 una nova anàlisi de les dades disponibles, i prendre en compte la història geològica pròpia del seu hàbitat.

## Distribució
Arianta xatartii és present a la part del Pirineu situada entre la part superior del Vallespir, vall més meridional del departament dels Pirineus Orientals i de la Catalunya del Nord a l'Estat francès, i l'Alt Empordà, comarca de Catalunya ubicada immediatament de l'altra banda de la frontera. La població principal d'aquesta espècie, difícil d'avaluar, és concentrada sobre un territori d'una superfície de 8 km², sota 1.200 metres d'altitud, entre Prats de Molló i la Presta i Camprodon. Joseph Farines indica haver trobar els individus més nombrosos sobretot entre Prats de Molló prop de la frontera al coll de les Moles (1432 m), ubicada al sud-est del Coll d'Ares (Pirineu), i a Camprodon sobre el camí de Núria.
Més tard, el 1864, Lluís Companyó explica haver recol·lectat individus a altres llocs propers i sovint ubicats a més de 2000 m d'altitud, especialment cap al Cambra d'Ase, i a la vall d'Eina o la de Llo.
Degut a la seva àrea de distribució molt reduïda, aquesta espècie és inscrita a la Llista Vermella de la UICN dins la categoria vulnerable · .

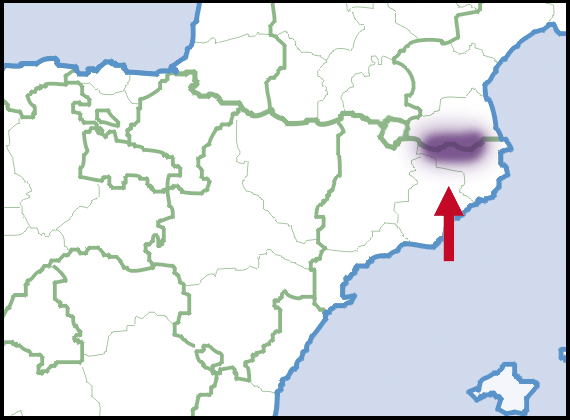
Distribució dA. xatartii